# Ekvivalenciaelv
Az ekvivalenciaelv az általános relativitáselmélet egyik alapkoncepciója. Az elv a súlyos és tehetetlen tömeg egyenértékűségével (ekvivalenciájával) foglalkozik. Noha korábbi megközelítései is léteznek, magát az elvet teljességében Albert Einstein vezette be.

## Az elv alapja

-vel gyorsított rakétán belül a labda pont úgy viselkedik, akár a Föld felszínén

Elsőként Galileo Galilei fejezte ki, hogy különböző tömegű testekre ugyanaz a gyorsulás hat gravitáció által. Newton gravitációs törvényében már szerepel a gravitációs és tehetetlen tömeg egyenértékének elve.
Einstein viszont továbbvitte a gondolatmenetet, és azt észlelte, hogy a lokális gravitációs gyorsulás megfelel egy gravitációmentes térbeli gyorsuló vonatkoztatási rendszerben észlelt gyorsulás hatásával, és (ugyancsak lokálisan) a kettő nem különböztethető meg. A fizikus azt következtette, hogy a gravitációs tér jelenléte nem más, mint maga a vonatkoztatási rendszer gyorsulása. Egy szabadesésben lévő tárgy valójában nem  gyorsul, hanem tehetetlen mozgást végez, de a bolygó gravitációs tere meggörbült téridőt hoz létre, és az idő elnyújtása (amint a tárgy a bolygó felé halad) egy látszólagos gyorsulást eredményez. Erre jó hivatkozás az, hogy egy gyorsulásmérő nullát mutat szabadesésben, tehát nincs valódi gyorsulás.
Ezek alapján Einstein megjósolta, hogy a gravitációs tér meggörbíti a fényt, majd belefoglalva az elvet a speciális relativitáselméletbe, megalkotta az általános relativitáselvet.

## Eötvös-kísérlet

Ha az F-ek aránya nem egyezne a G-k arányával, az inga elfordulna.

Az Eötvös Loránd által készített torziós ingával mérhető a súlyos és tehetetlen tömeg ekvivalenciája. A felfüggesztett rúd két végében két tömeg található.
A Föld kétféleképpen hat a tömegekre: egyik a bolygó középpontja felé ható gravitációs erő, a másik a Föld forgásából adódó tehetetlenségi (centrifugális) erő. Ha a tehetetlen tömeg nem egyezne meg a súlyossal, a két test tömegeinek esetén az erők eredője eltérő irányba hatna, így egy kelet-nyugat tájolású inga kitérne helyzetéből. Hasonlóképpen egy észak-dél tájolású torziós ingával kimérhető lenne a Nap hatása is, bár ez csupán 1/3-a a föld esetén mérhetőnek. A Hold gravitációs tere által kifejtett hatás ezekhez képest elhanyagolható.
Az ingának egy bonyolultabb változata mai napig használt koncentráltabb földalatti tömegek keresésére (bányászat), mivel érzékeli a {\displaystyle g} kis változásait.

## Változatok
A modern fizikában az elvnek három valtozata különböztethető meg. A változatok lépcsőzetesen épülnek fel, azaz magukba foglalják vagy átértelmezik az előbbieket.

### Gyenge ekvivalenciaelv
A gyenge ekvivalenciaelv még Galilei munkásságából következik. A tudós azt állította, hogy a gravitációs tér lokálisan bármilyen testre ugyanolyan gyorsulást okoz, függetlenül a test tömegétől vagy más fizikai tulajdonságoktól. A lokalitás feltétele szükséges ahhoz, hogy a gravitációs tér teljesen homogénnek tekinthető legyen.
Az elv helyességének bizonyítására Galilei különböző tömegű golyókat gurított egy sima lejtőn. Newton más-más tömegű, de megegyező hosszú ingák periódusát mérte; ő sem talált változást. David Scott asztronauta 1971-es küldetése alatt (Apollo–15) egyidőben eleresztett egy madártollat meg egy kalapácsot a holdfelszínen. Mivel a Holdnak a légköre szinte tökéletes vákuum, a két tárgy egyszerre ért földet.
Eötvös Loránd és munkatársai 1906 és 1909 között a több különböző anyag esetén végeztek összehasonlító méréseket az Eötvös-inga segítségével. Ezek pontossága 2x10−9 volt. A mérések a különböző anyagpárok esetén 10−8, vagy annál kisebb eltéréseket mutattak. Csak később, 1986-ban Ephraim Fischbach és kollégája fedezték fel, hogy ezek az Eötvösék által mért eltérések az egyes anyagok atommagjainak kötési energiájával arányosak. Az eltéréseket Fischbach-ék egy rövid hatótávolságú "5. erő"-ként interpretálták. A rövid hatótávolságú "5. erő" létezését azonban a későbbi mérések nem igazolták, így azt elvetették. Ez annál is inkább várható volt, mivel Eötvösék a Föld gravitációs tere esetén észlelt eltérést egy kiválasztott anyagpárra vonatkozóan a Nap gravitációs tere esetén is ellenőrizték, és a Föld gravitációs tere esetén mértekkel azonos eredményt kaptak.

### Einsteini ekvivalenciaelv
Einstein ekvivalenciaelve, melyet a relativitáselméleten belül tárgyal, azt állítja, hogy egy szabadesésben lévő laborban végzett lokális non-gravitacionális kísérlet kimenetele független a labor sebességétől vagy helyzetétől. Az elv egyik alapvető következménye, hogy a dimenziótlan fizikai állandók valóban állandók, azaz értékük független attól, hogy hol mérjük őket.
Variációt az állandókban csakis kozmológiai szinten érdemes keresni, és egyes kutatások észleltek apró eltéréseket, leghíresebben a finomszerkezeti állandóban.

### Erős ekvivalenciaelv
Az erős ekvivalenciaelv a gravitációs törvények állandóságát fejezi ki. Az elv szerint egy kis test gravitációs mozgása független az összetételétől, csakis a téridőbeli helyzetétől meg sebességétől függ. Ez a kijelentés a gyenge ekvivalenciaelvet terjeszti ki saját gravitációs erővel rendelkező testekre (bolygókra, csillagokra). Másrészt az erős ekvivalenciaelv szerint az Einsteini ekvivalenciaelv kijelentése igaz bármilyen kísérlet végzése esetén.
Az elv követeli, hogy a gravitációs állandó {\displaystyle G} értéke valóban konstans legyen. Földalatti mérései a {\displaystyle G}-nek felhoztak egy-két százalékkal eltérő értéket, melyet egy esetleges ötödik fundamentális erő létezésével próbálnak magyarázni, de ez az elv alapján nem lehetséges.
Az erős ekvivalenciaelv a gravitáció hatását egy teljesen geometriai természetű hatásnak tekinti. Jelenleg csak Einstein általános relativitása teljesíti az erős ekvivalencia szükségleteit, ezért van univerzálisan elfogadva, más gravitáció-elvekkel szemben, mint például a Brans-Dicke elmélet, mely csak az Einsteini ekvivalenciát elégíti ki.